# Строшек
«Строшек» (нім. Stroszek) — кінофільм німецького режисера Вернера Герцога, який вийшов у ФРН у січні 1977 року. Це трагічна притча про «суспільство споживання», яке нищить все неординарне і перемелює долі «маленьких людей».

## Сюжет
Берлінський вуличний музикант-п'яничка Бруно Строшек (Бруно Шляйнштайн) виходить із в'язниці, де його попереджають, що любов до пива може знову завести його на манівці. Він твердо клянеться, що цього більше не буде і відразу йде до знайомого бару щоб випити пива. Тут Бруно знайомиться з Евою (Ева Маттес), повією, яку постійно бють її два сутенери. Добросердечний Бруно пропонує їй пожити в його квартирі, яку під час його ув'язнення зберіг літній ексцентрик-сусід Шайц (Клеменс Шайц), теж музикант, який збирається виїхати до Вісконсина в США, куди його запросив племінник. Після чергових принижень і побоїв від сутенерів Бруно й Ева вирішують також поїхати з Шайцом до Америки щоб розбагатіти …

## Ролі виконують
- Ева Маттес[de] — Ева
- Бруно Шляйнштайн[de], Бруно С. — Строшек
- Клеменс Шайц[en] — Шайц
- Буркгард Дріст[de] — сутенер
- Вільгельм фон Гомбург[de] — сутенер
- Альфред Едель[de] — наглядач

## Навколо фільму
- Головну роль у цій драмі зіграв непрофесійний актор, який має сценічний псевдонім  Бруно С.[1]
- Фільмування відбувалося в Берліні (Німеччина), Нью-Йорку (США), в містах Медісон і Плейнфілд у штаті Вісконсин, Черокі у штаті Північна Кароліна.

## Нагороди
- 1977 Премія Міжнародного кінофестивалю в Таорміні[it] (Італія):
  - спеціальна премія журі — Вернер Герцог
- 1978 Премія німецької кінокритики[de] (Німецька асоціація кінокритиків, Німеччина):
  - за найкращий фільм — Вернер Герцог